# Modern Library 100 Best Novels
Modern Library 100 Best Novels ist eine Liste von 100 Büchern, die von einer Jury als die besten englischsprachigen Romane des 20. Jahrhunderts eingeschätzt wurden. Sie wurde 1998 vom Verlagshaus Modern Library veröffentlicht. Die zehn Juroren waren Gore Vidal, Daniel J. Boorstin, A. S. Byatt, Arthur M. Schlesinger, William Styron, Christopher Cerf, Shelby Foote, Vartan Gregorian, Edmund Morris und John Richardson.

## Autoren mit mehreren Büchern
Am häufigsten vertreten ist der in englischer Sprache schreibende Joseph Conrad, der polnischer Herkunft war. Von ihm wurden vier Titel in der Liste vermerkt, wobei sein 1907 erschienenes Werk Der Geheimagent auf Rang 46 am besten platziert wurde. William Faulkner, E. M. Forster, Henry James, James Joyce, D. H. Lawrence und Evelyn Waugh haben je drei Romane in der Liste. Zehn weitere Schriftsteller sind mit zwei Werken vertreten.
Als einzige Autorin mit mehr als einem Titel auf der Liste ist Edith Wharton mit Zeit der Unschuld und Das Haus der Freude zwei Mal vertreten.

## Ältestes und jüngstes Buch in der Liste
Die ältesten Romane in der Modern-Library-Liste stammen noch aus dem 19. Jahrhundert. Samuel Butlers Der Weg allen Fleisches entstand zwischen 1873 und 1884. Das Werk kritisiert das viktorianische England aufs schärfste, weshalb Butler eine Veröffentlichung erst nach seinem eigenen Tode wünschte. Der Weg allen Fleisches wurde schließlich 1903 veröffentlicht und belegt in der Liste der Modern Library Rang 12.
Das andere Werk aus dem 19. Jahrhundert ist Joseph Conrads Herz der Finsternis, das den 67. Platz belegt. Dieser Roman, der manchmal auch als Novelle bezeichnet wird, wurde bereits 1899 veröffentlicht, schaffte es aber dennoch in das Ranking. Vom Standpunkt der Erstveröffentlichung aus ist Conrads Herz der Finsternis der älteste Roman in der Liste.
William Kennedy stellt mit dem 1983 veröffentlichten Roman Ironweed den jüngsten Roman.

## Aus dem Deutschen übersetztes Buch
Der Roman Sonnenfinsternis von Arthur Koestler wurde ursprünglich auf Deutsch verfasst. Die Originalfassung war jedoch seit 1940 verschollen; deutschsprachige Ausgaben waren Rückübersetzungen aus dem Englischen. 2015 wurde das Manuskript wiederentdeckt.

## Inhalt der Liste
| Nr.        | Englischer Originaltitel                | Deutscher Titel                           | Autor                           | Jahr                            |
| ---------- | --------------------------------------- | ----------------------------------------- | ------------------------------- | ------------------------------- |
| 1          | Ulysses                                 | Ulysses                                   | James Joyce                     | 1922                            |
| 2          | The Great Gatsby                        | Der große Gatsby                          | F. Scott Fitzgerald             | 1925                            |
| 3          | A Portrait of the Artist as a Young Man | Ein Porträt des Künstlers als junger Mann | James Joyce                     | 1916                            |
| 4          | Lolita                                  | Lolita                                    | Vladimir Nabokov                | 1955                            |
| 5          | Brave New World                         | Schöne neue Welt                          | Aldous Huxley                   | 1932                            |
| 6          | The Sound and the Fury                  | Schall und Wahn                           | William Faulkner                | 1929                            |
| 7          | Catch-22                                | Catch-22                                  | Joseph Heller                   | 1961                            |
| 8          | Darkness at Noon                        | Sonnenfinsternis                          | Arthur Koestler                 | 1940                            |
| 9          | Sons and Lovers                         | Söhne und Liebhaber                       | D.H. Lawrence                   | 1913                            |
| 10         | The Grapes of Wrath                     | Früchte des Zorns                         | John Steinbeck                  | 1939                            |
| 11         | Under the Volcano                       | Unter dem Vulkan                          | Malcolm Lowry                   | 1947                            |
| 12         | The Way of All Flesh                    | Der Weg alles Fleisches                   | Samuel Butler                   | 1903                            |
| 13         | 1984                                    | 1984                                      | George Orwell                   | 1949                            |
| 14         | I, Claudius                             | Ich, Claudius                             | Robert Graves                   | 1934                            |
| 15         | To the Lighthouse                       | Zum Leuchtturm                            | Virginia Woolf                  | 1927                            |
| 16 bis 100 | Die komplette Liste im Internet         | Die komplette Liste im Internet           | Die komplette Liste im Internet | Die komplette Liste im Internet |

## Kritik an der Liste
Die Auswahl der Modern Library wurde dafür kritisiert, dass von den hundert gelisteten Romanen nur neun von weiblichen Autoren stammten. Weiterhin wurde kritisiert, dass fast alle Werke von amerikanischen und britischen Autoren stammten. Die einzigen Ausnahmen waren drei Romane des Iren James Joyce.
Ferner wurde angemerkt, dass 59 der 100 gelisteten Bücher von Verlagen der Bertelsmann-Gruppe herausgegeben wurden und neun der zehn Juroren ihre Werke bei der Bertelsmann-Gruppe veröffentlichten. Zu dieser gehört seit 1998 auch Random House, die Mutterfirma von Modern Library.